# Carta d'Amiens
La Carta d'Amiens è considerato il documento principale del sindacalismo francese, in particolare di quella parte che invocava alla lotta di classe. 
Consiste nella separazione dei partiti operai, nella priorità dell'azione diretta sul luogo di lavoro e nell'idea dello sciopero generale.
Fu votata quasi all'unanimità al Congresso Nazionale della Confédération générale du travail francese nel 1906 e segna l'affermazione delle tesi del sindacalismo rivoluzionario.
Attualmente alcuni dei principali sindacati francesi (in particolare CGT e CGT FO) rivendicano la loro derivazione dai principi di questo documento.
| Controllo di autorità | VIAF (EN) 178514491 · LCCN (EN) no2010025930 · BNF (FR) cb133264827 (data) |